# Tandonia
Tandonia é um género de gastrópode  da família Milacidae.
Este género contém as seguintes espécies:
- Tandonia albanica (Soós, 1924)
- Tandonia baldensis (Simroth, 1910)
- Tandonia bosnensis Wiktor, 1986
- Tandonia budapestensis (Hazay, 1880)
- Tandonia cavicola (Simroth, 1916)
- Tandonia cretica (Simroth, 1885)
- Tandonia cristata (Kaleniczenko, 1851)
- Tandonia croatica (Wagner, 1929)
- Tandonia dalmatina (Simroth, 1900)
- Tandonia ehrmanni (Simroth, 1910)
- Tandonia fejervaryi (Wagner, 1929)
- Tandonia jablanacensis (Wagner, 1930)
- Tandonia kusceri (Wagner, 1931)
- Tandonia lagostana (Wagner, 1940)
- Tandonia macedonica (Rähle, 1974)
- Tandonia melanica Wiktor, 1986
- Tandonia nigra (Pfeiffer, 1894)
- Tandonia pageti (Forcart, 1972)
- Tandonia pinteri (Wiktor, 1975)
- Tandonia piriniana Wiktor, 1983
- Tandonia rara Wiktor, 1996
- Tandonia retowskii (Böttger, 1882)
- Tandonia reuleauxi (Clessin, 1887)
- Tandonia robici (Simroth, 1885)
- Tandonia rustica (Millet, 1843)
- Tandonia samsunensis (Forcart, 1942)
- Tandonia serbica (Wagner, 1931)
- Tandonia sowerbyi (Férussac, 1823)
- Tandonia totevi (Wiktor, 1975)